# Чехословацьке радіо
Чехословацьке радіо (чеськ. Československý Rozhlas) — урядова організація ЧССР. Засноване в 1923 році, знаходилося у Празі.
Станом на 1976 рік радіо здійснювало радіомовлення в країні через 5 центральних станцій («Прага», «Братислава», «Влтава», «Девін», «Зірка») чеською та словацькою мовами, для деяких районів Словаччини та Північної Чехії — угорською, польською та українською мовами. Вело передачі в зарубіжні країни чеською, словацькою, англійською, німецькою, французькою, грецькою, італійською, іспанською, португальською та арабською мовами. Станом на 1977 рік у веденні організації було 93 радіостудії країни.
Свою діяльність організація припинила 31 грудня 1992 року, розділивши свої структурні підрозділи між двома новоствореними організаціями: Чеським радіо і Словацьким радіо.